# Thomas Reid
Thomas Reid (26. dubna 1710 – 7. říjen 1796) byl skotský filozof, představitel tzv. skotského osvícenství. Byl zakladatelem skotské školy zdravého rozumu. Byl profesorem na King's College v Aberdeenu a na univerzitě v Glasgowě, kde na pozici profesora morální filozofie vystřídal Adama Smithe. Oponoval svým současníkům Davidu Humeovi (svému příteli) a Georgi Berkeleymu, stejně jako filozofii Johna Locka či Reného Descarta. Základním filozofickým tématem Reidovým byl "zdravý rozum" (common sense, sensus communis), pojem převzatý od Cicerona. Ten považoval za jádro racionality, jeho následování může podle Reida vést k "přímému realismu". Jeho přístupy později silně ovlivnily americký pragmatismus (Charles Sanders Peirce, William James, John Dewey).

## Životopis
Narodil se 26. dubna 1710 ve skotské obci Strachan jako syn presbyteriánského duchovního. V roce 1737 dokončil univerzitní studia v Aberdeenu. Po univerzitě začal působit jako farář Skotské reformované církve v městečku New Machar, kde zůstal až do roku 1752, kdy se stal profesorem filosofie na King's College v Aberdeenu. V roce 1753 se pak na univerzitě v Glasgow stal po Adamu Smithovi profesorem morální filosofie, kde učil až do svých 71 let (1781). Svoje zásadní díla Essays on the Intellectual Powers of Man (1785) a Essays on the Active Powers of Man (1788) publikoval až v posledních 15 letech života. Zemřel 7. října roku 1796.

## Citování děl Thomase Reida
K dispozici je celá řada vydání Reidových děl. Většinou se však v odborné literatuře používají kódované odkazy na Hamiltonovo vydání jeho kompletních spisů. V odkazech se kromě zkratky díla uvádí velkou římskou číslicí esej, malou římskou číslicí kapitola a v hranaté závorce pak číslo stránky doplněné písmenem a nebo b v závislosti na tom, zda se jedná o pravý nebo levý sloupec. (Například IHM VI, xxi [187b] znamená, že se jedná o místo z knihy An Inquiry into the Human Mind on the Principles of Common Sense, esej 6, kapitola 21, které najdeme na straně 187 v pravém sloupci). Respektování tohoto úzu umožní snadnou orientaci v Reidově díle, protože starší Hamiltonovo vydání sebraných spisů je volně ke stažení ve formátu pdf. 

## Reidovo paradigma a otázky
Celé dílo Thomase Reida je třeba vnímat jako velkou polemiku s filosofickou školou "cesty idejí", odvozenou od René Descarta a Johna Locka na které pak navazovali George Berkeley a David Hume. Zejména výsledky práce Davida Huma, kterého si Reid osobně velmi vážil, pro něj byly nepřijatelné. Hume totiž podle Reida vystavěl na Lockových principech skeptický systém, který "nám nedává žádný důvod v nějakou věc věřit více,než v její protiklad". Reid byl přesvědčen, že filosofie se ve své metodě musí řídit zdravým rozumem a že filosofie je schopna pouze objevovat "zákony a zákony, které umožňují tyto zákony". Celé jeho dílo se tak točí kolem dvou mimořádně hlubokých otázek: Jak je možné, že naše mysl chápe vnější předměty, děje a události tak, že jsme schopni o nich přemýšlet a hovořit? Co je příčinou toho, že si na tyto vnější předměty vytváříme vlastní názory?

## Reidova epistemologie
Reid byl přesvědčen, že se povědomí o vnějších věcech musí do našeho vědomí dostávat přím prostřednictvím smyslů, aniž by do procesu vnímání jakkoliv vstupovaly ideje. Uvědomuje si, že ale část informací získáváme od druhých lidí prostřednictvím vyprávění nebo vzdělání. To je pro Reida možné proto, že Stvořitel nám do mysli vložil dva principy - sklon k mluvení pravdy a dispozici důvěřovat pravdomluvnosti druhých lidí. Standardní proces vnímání proto podle něj vypadá takto: "1) materiální objekt nebo vlastnost produkuje fyzický podnět směrem k našemu tělu, nervům a mozku; 2) tento fyzický podnět způsobí počitek; 3) počitek navrhne koncepci a soud o materiálním objektu nebo vlastnosti, která původně vytvořila materiální podnět; 4) dvojice koncepce a soudu je smyslovým vnímáním materiálního objektu nebo vlastnosti."